# ヤン・チェルニー
ヤン・ヨゼフ・チェルニー（チェコ語: Jan Josef Černý、1874年3月4日 - 1959年4月10日）は、チェコスロヴァキアの官僚、政治家。1920年代に2度にわたり首相を務めた（1920年 - 1921年、1926年）。
モラヴィア地方ウヘルスキー・オストロフ生まれ。プラハ・カレル大学で法律を学んだ。チェコスロヴァキア建国後、モラヴィアの州長官を務めていたが、1920年9月、外相エドヴァルド・ベネシュと蔵相カレル・エングリシュを除くすべてが官僚からなる官僚内閣の首相に就任し、翌1921年9月まで務めた。その後モラヴィア州長官に復帰した。1926年3月、アントニーン・シュヴェフラ第2次政権の崩壊を受けて再び首相に就任し、ベネシュ外相以外は官僚や学者からなる官僚内閣を率いた。シュヴェフラ政権の崩壊原因となった農作物関税法案と聖職者国庫給与法案をめぐる審議過程で、社会民党や国民社会党を除いた「ブルジョワ連合」による多数派の形成が確実になったことを受けて、同年10月にチェルニー政権は退陣し、シュヴェフラ第3次政権が発足した。その後、シュヴェフラ政権、フランチシェク・ウドルジャル政権、ヤン・マリペトル政権において内務大臣を務めた（1926年 - 1934年）。1939年、公職を引退した。